# Municipio de Caledonia (condado de Shiawassee)
El municipio de Caledonia (en inglés: Caledonia Township) es un municipio ubicado en el condado de Shiawassee en el estado estadounidense de Míchigan. En el año 2010 tenía una población de 4475 habitantes y una densidad poblacional de 55,04 personas por km².

## Geografía
El municipio de Caledonia se encuentra ubicado en las coordenadas 43°0′7″N 84°6′7″O / 43.00194, -84.10194. Según la Oficina del Censo de los Estados Unidos, el municipio tiene una superficie total de 81.3 km², de la cual 80,6 km² corresponden a tierra firme y (0,86 %) 0,7 km² es agua.

## Demografía
Según el censo de 2010, había 4475 personas residiendo en el municipio de Caledonia. La densidad de población era de 55,04 hab./km². De los 4475 habitantes, el municipio de Caledonia estaba compuesto por el 97,63 % blancos, el 0,25 % eran afroamericanos, el 0,4 % eran amerindios, el 0,4 % eran asiáticos, el 0,18 % eran de otras razas y el 1,14 % eran de una mezcla de razas. Del total de la población el 1,97 % eran hispanos o latinos de cualquier raza.